# Verkehrsunfalldienst
Als Verkehrsunfalldienste (VUD) werden Dienststellen bei der Polizei bezeichnet, die auf die Aufnahme – oftmals schwerwiegender – Verkehrsunfälle spezialisiert sind. Die Polizeibeamten als Mitarbeiter dieser Spezialdienststellen sind besonders ausgebildet und mit besonderer Technik ausgestattet. Bei der Polizei in Niedersachsen gibt es z. B. Verkehrsunfalldienste bei der Polizeidirektion Hannover, Braunschweig, Osnabrück und Oldenburg (jeweils Polizeiinspektion). Die Polizei in der Hansestadt Lübeck (Schleswig-Holstein) sowie die Polizei Berlin verfügt ebenfalls über einen eigenen VUD. In der Kreispolizeibehörde  Köln wurde 2005 das 1. VU-Team des Landes NRW gegründet. Seitdem folgten 16 Behörden dem Beispiel.

## Zuständigkeit
Der Verkehrsunfalldienst ist zuständig bei Unfällen, bei denen:
- Personen getötet werden, auch wenn der Tod innerhalb von 30 Tagen infolge des Verkehrsunfalls eintritt.
- Personen schwer verletzt werden, bei denen nach erster Einschätzung vor Ort mit dem Ableben gerechnet werden muss.
- Polizei-Dienstkraftfahrzeuge beteiligt sind.
- Fahrzeuge beteiligt sind, die der Gefahrgutverordnung unterliegen.
- Fahrzeuge beteiligt sind, die bevorrechtigte Personen beinhalten (z. B. Diplomaten).[2]